# 2,6-di-tert-butylfenol
2,6-di-tert-butylfenol is een organische verbinding afgeleid van fenol. Er zijn twee tertiaire butylgroepen gesubstitueerd op de posities 2 en 6, elk naast de hydroxylgroep. Deze twee volumineuze groepen zorgen voor een grote sterische hindering van de hydroxylgroep.
Sterisch gehinderde fenolen, waaronder deze stof en andere die ervan afgeleid zijn, zijn geschikt als antioxidant en uv-stabilisator om de levensduur te verlengen van motorolie en andere producten op basis van koolwaterstoffen, gaande van brandstoffen tot kunststoffen.

## Synthese
De stof wordt op industriële schaal bereid door de alkylering van fenol met isobuteen:
{\displaystyle {\ce {{C6H5OH}+ {2 CH2=C(CH3)2}-> (C(CH3)3)2C6H3OH}}}
De katalysator is een aluminiumfenolaat. Nevenproducten zijn 2-tert-butylfenol (vooral gevormd wanneer er te weinig isobuteen gebruikt wordt), 2,4-di-tert-butylfenol en 2,4,6-tri-tert-butylfenol (vooral gevormd wanneer er te veel isobuteen gebruikt wordt).

## Toepassingen
- Antioxidant, uv-stabilisator voor producten op koolwaterstofbasis (synthetische oliën, vliegtuigbrandstof, polyolefinen en andere kunststoffen)
- Intermediaire stof, vooral voor andere antioxidanten, bijvoorbeeld:
  - Oxidatie tot 2,6-di-tert-butyl-1,4-benzochinon[2]
  - Reactie met formaldehyde tot 4,4′-methyleenbis(2,6-di-tert-butylfenol)
  - Synthese van 4,4'-bifenol door dimerisatie, gevolgd door dealkylering